# Ahmed Chalabi
Ahmed Abdel Hadi Chalabi (arabiska: أحمد عبد الهادي الجلبي), född 30 oktober 1944 i Kadhimiya utanför Bagdad, död 3 november 2015 i Kadhimiya, var en irakisk politiker, ledare för Iraks nationella kongress, en oppositionsgrupp mot Saddam Hussein.